# Senatore (nome)
Senatore  è un nome proprio di persona italiano maschile.

## Varianti in altre lingue
- Catalano: Senador[4]
- Latino: Senator[2][4]
- Spagnolo: Senador[4]

## Origine e diffusione
Deriva dal latino Senator, che riprende il termine romano indicante i membri del Senato; etimologicamente, senator deriva da senex, cioè "vecchio", "anziano", e in senso lato "saggio".
Il nome gode di raro e occasionale utilizzo in Lombardia dove si accentra il culto di san Senatore, vescovo.

## Onomastico
L'onomastico si può festeggiare il 28 maggio in memoria di san Senatore, vescovo di Milano, oppure il 26 settembre in memoria di un altro san Senatore, martire ad Albano Laziale.

## Persone
- Senatore, vescovo di Milano

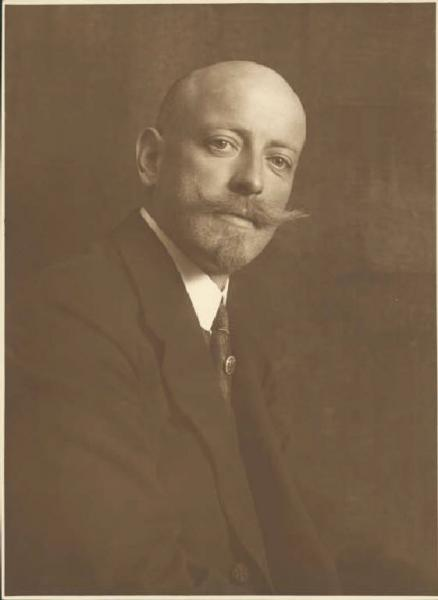
Senatore Borletti

- Senatore Borletti, imprenditore e politico italiano